# Tom Warren
Tom Warren (* 1951 in San Diego, Kalifornien) ist ein ehemaliger US-amerikanischer Triathlet und Sieger des zweiten Ironman Hawaii (1979).

## Werdegang
Nach seinem Abschluss in Rechnungswesen an der Universität von Süd-Kalifornien und seiner Militärzeit wandte Warren sich intensiv dem Ausdauersport zu.

Im Sommer 1978 erzählte ihm John Dunbar, ein Navy Seal, von dem Wettkampf auf Hawaii, welchen dieser im Vorjahr als Zweitschnellster absolviert hatte. Warren nahm ein intensives Training auf, um sich auf den Wettkampf vorzubereiten. Er betonte aber immer wieder, kein spezielles Triathlon-Training betrieben zu haben.

Zwölf Teilnehmer – darunter mit Lyn Lemaire eine einzige Frau – beendeten das Rennen erfolgreich. Der 28-jährige Warren gewann den Ironman Hawaii in 11:15:56 Stunden (48 Minuten vor dem Zweitplatzierten John Dunbar) und stellte einen neuen Streckenrekord auf.
Tom Warren nahm auch regelmäßig am von Murphy Reinschreiber in Torrey Pines zwischen Del Mar und La Jolla organisierten „Horny Toad Invitational Triathlon“ über die halbe Ironman-Distanz, dem ersten Triathlon mit Preisgeld für die Sieger, teil.
Er war verheiratet mit der Österreicherin Barbara Müller (1943–2008) – die 1990 als Barbara Alvarez beim Ultraman Hawaii startete und dort den zweiten Rang belegte.

## Sportliche Erfolge
| Datum/Jahr    | Rang | Wettbewerb                        | Austragungsort          | Zeit     | Bemerkung                                                                 |
| ------------- | ---- | --------------------------------- | ----------------------- | -------- | ------------------------------------------------------------------------- |
| 3. Okt. 1998  | DNF  | Ironman Hawaii                    | Kailua-Kona             | –        |                                                                           |
| Okt. 1990     | 248  | Ironman Hawaii                    | Kailua-Kona             | 10:42:41 |                                                                           |
| 14. Okt. 1989 | 146  | Ironman Hawaii                    | Kailua-Kona             | 09:42:59 |                                                                           |
| 12. Aug. 1984 | 16   | Horny Toad Invitational Triathlon | Torrey Pines, San Diego | 04:26:33 | Mitteldistanz, Sieger: Scott Tinley, auf Platz 15 John Howard             |
| 7. Aug. 1983  | 7    | Horny Toad Invitational Triathlon | Torrey Pines, San Diego | 04:33:49 | Mitteldistanz, Sieger: Scott Tinley                                       |
| 8. Aug. 1982  | 15   | Horny Toad Invitational Triathlon | Torrey Pines, San Diego | 04:41:09 | Mitteldistanz, hinter Mark Allen, Scott Molina, Scott Tinley, Jeff Tinley |
| 6. Feb. 1982  | 10   | Ironman Hawaii                    | Kailua-Kona             | 10:18:06 |                                                                           |
| 2. Aug. 1981  | 2    | Horny Toad Invitational Triathlon | Torrey Pines, San Diego | 04:39:48 | Mitteldistanz, hinter Mark Montgomery, vor Scott Tinley                   |
| 14. Feb. 1981 | 2    | Ironman Hawaii                    | Honolulu                | 10:04:28 | Vize-Weltmeister hinter seinem Landsmann John Howard                      |
| 10. Jan. 1980 | 4    | Ironman Hawaii                    | Honolulu                | 10:49:16 |                                                                           |
| 14. Jan. 1979 | 1    | Ironman Hawaii                    | Waikiki                 | 11:15:56 | Ironman-Weltmeister                                                       |